# Jamiszcza (rejon mohylewski)
Jamiszcza (biał. Ямішча; ros. Ямище) – wieś na Białorusi, w obwodzie mohylewskim, w rejonie mohylewskim, w sielsowiecie Siemukaczy.